# Ogasawara-Inseln

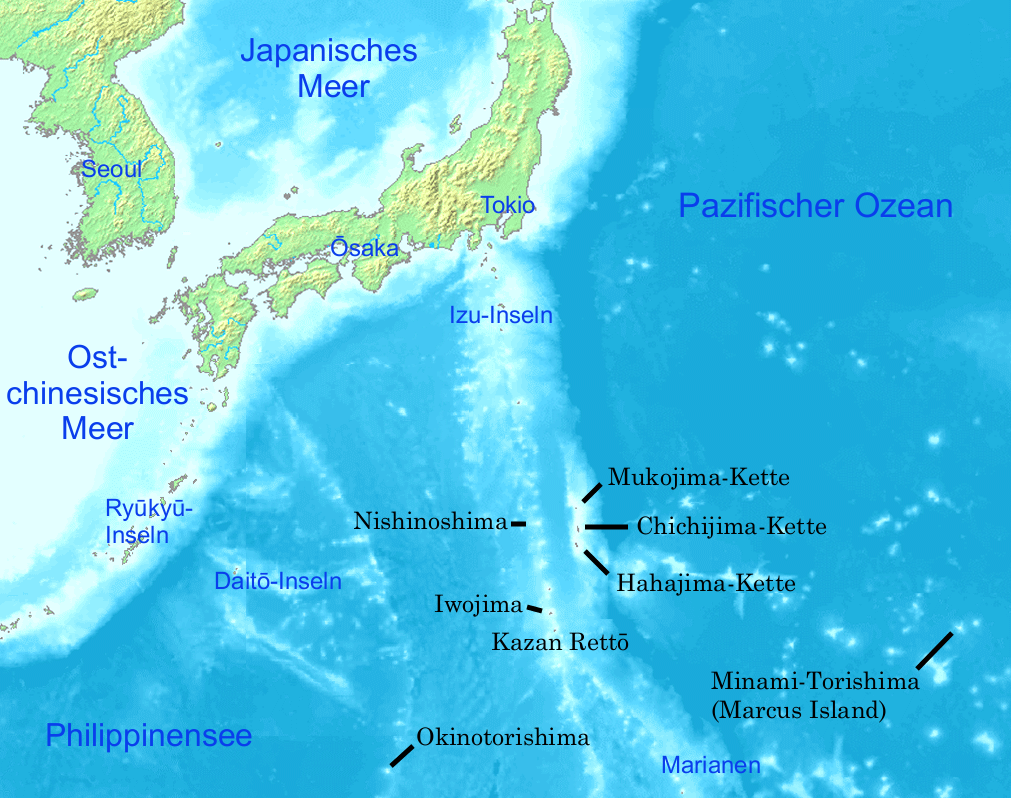
Ogasawara-Inseln

Der Begriff Ogasawara-Inseln (jap. 小笠原諸島 Ogasawara-shotō) ist eine Sammelbezeichnung aller zur Gemeinde (Dorf, mura) Ogasawara gehörigen Inseln und Inselgruppen, deren wichtigste und einzig bewohnte die Bonininseln (Ogasawara-guntō), etwa 1000 Kilometer südöstlich der japanischen Hauptinsel Honshū, sind. Gemeinsam mit den Izu-Inseln werden sie als „Südliche Inseln“ (Nampō-shotō) bezeichnet.

## Geographie
Zu den Ogasawara-Inseln werden zwei Inselketten sowie drei isolierte Inseln gezählt:
- Ogasawara-guntō auch „Bonininseln“
- Kazan-rettō, auch „Vulkaninseln“
- Nishinoshima auch Rosario Island, ein aktiver Vulkan etwa 150 Kilometer westlich von Chichi-jima.
- Okinotorishima, der südlichste Punkt Japans
- Minami-Torishima auch Marcus Island, der östlichste Punkt Japans

Geologisch gehören die Inseln, ausgenommen der letzten beiden abgelegenen, zum Izu-Bonin-Marianen-Inselbogen.
Chichi-jima und Haha-jima des Ogasawara-guntō sind die einzigen bewohnten Inseln. Bis zum Zweiten Weltkrieg war auch Muko-jima (Ogasawara-guntō) bewohnt, sowie Kita-Iwojima und Iwojima (beide Kazan-rettō). Auf Iwojima sind ständig rund 400 Soldaten stationiert, jedoch keine Zivilbevölkerung. Auf den Inseln werden Zuckerrohr, Ananas, Bananen und versuchsweise in den 1980er-Jahren Kaffee angebaut. Des Weiteren gibt es Edelhölzer; insbesondere Zedern-, Buchen-, Buchsbaum-, Rosen- und Sandelholz werden exportiert.
Heute zählen die Inseln zu den isoliertesten Teilen Japans, denn sie sind nur mit einer 24-stündigen Schifffahrt erreichbar. Die Linienschiffe legen zweimal in der Woche in Tokio ab. Von der japanischen Bauindustrie und von Politikern wird seit längerem der Bau eines Flughafens gefordert, dem die einheimische Bevölkerung aber skeptisch gegenübersteht.
Am 24. Juni 2011 wurden die Inseln von der UNESCO zum Weltnaturerbe erklärt.